# 我妻
我妻（わがつま、あがつま、あづま、あずま）は日本人の名字。
- 我妻栄（わがつま さかえ）- 法学者
- 我妻学（わがつま まなぶ）- 法学者
- 我妻崇（わがつま たかし）- 弁護士
- 我妻三輪子（わがつま みわこ）- 女優
- 我妻桃実（わがつま ももみ）- アイドル
- 我妻ゆりか（わがつま ゆりか）- グラビアアイドル
- 我妻潮音　(わがつま　しおん) - アイドル
- 我妻洋（わがつま ひろし）- 社会心理学者
- 我妻堯（わがつま たかし）- 産婦人科医
- 我妻泰熙（わがつま たいき）- 俳優
- 我妻佳代（あがつま かよ）- アイドル
- 我妻絵美（あがつま えみ）- アナウンサー
- 我妻建治（あがつま けんじ）- 歴史学者
- 我妻里帆（あがつま りほ）- AV女優
- 我妻悠香（あがつま はるか）- ソフトボール選手
- 我妻猛（あがつま たけし）- 空道家
- 我妻正崇（あづま まさたか）- 声優
- 我妻広一（あづま こういち）- 競輪選手
- 我妻東策（あずま とうさく）- 農業経済学者